# 장 이브 타디에
장 이브 타디에(프랑스어: Jean-Yves Tadié)는 1936년 9월 7일 불로뉴비양쿠르에서 태어난 프랑스의 문인, 전기 작가로, 파리-소르본 대학의 명예교수이자 갈리마르에서 "폴리오 고전" 총서와 "폴리오 극작" 총서 출간을 총괄하고 있다.

## 생애
고등사범학교의 학생이었던 (1956년 박사 학위 취득) 타디에는 교수 자격과 문학 박사를 취득하였다.
마르셀 프루스트의 전기 작가이자 전문가인 타디에는 1987년 플레이아드 총서의 <잃어버린 시간을 찾아서>의 새 판본 작업을 주도하였으며, 1988년 아카데미 프랑세즈 상을 수상하였다. 타디에는 플레이아드 총서의 나탈리 사로트 <전집>, 앙드레 말로의 <예술에 관한 글쓰기> 제 1권(갈리마르, 2004) 및 말로 전집 6권 <에세>(갈리마르, 2010) 출간을 지도하고 서문을 쓰기도 했다.
뿐만 아니라, 타디에는 알렉상드르 뒤마의 <브라줄론 자작>(갈리마르 총서. "폴리오 고전", 1997)과 앙드레 말로의 세 미출간작, <Carnet du Front populaire>(갈리마르, 2006), <Carnet d'URSS 1934>(갈리마르, 2007), <Carnet d'URSS 1934>(갈리마르, 2012)과 <Lettres à sa voisine de Marcel Proust>(갈리마르, 2013)의 서문을 썼다.
J.-Y. 타디에는 런던의 프랑스 연구소 소장직을 역임하기도 했으며, 옥스퍼드 대학교, 야운데 대학교, 알렉산드리아 대학교, 카이로 대학교에서 강의하기도 했다. 타디에는 2011년 예술문화훈장을 수여받았으며, 마르셀 프루스트 친우 협회의 부회장을 맡고 있다.
타디에는 아를레트 쿠리-타디에(가자에서의 유년기 1942-1958, [메종뇌브 & 라로즈, 2002]의 저자)와 결혼했으며, 세 자식, 알렉시스, 브누아, 제롬의 아버지이다.

## 장 이브 타디에가 언급한 프루스트적 문장
| “ | '프루스트적'이라고 할만한 문장을 쓰고자 한다면, 라틴어풍으로 문장을 구성해야 할 것인즉슨, 구조를 갖춘, 지적 요소와 희극적 요소, 시적 심상이 담긴 문장을 써야할 것이다. 이것에 다다르기엔 어러움이 따른다. 문장의 길이는 프루스트적 문체를 만드는 데 있어 아무런 역할도 하지 않는다. 17세기 격언을 떠올리게 하는, 매우 아름다운 단문 역시 있기에. | ” |

## 출간 작품
완전 목록 아님.

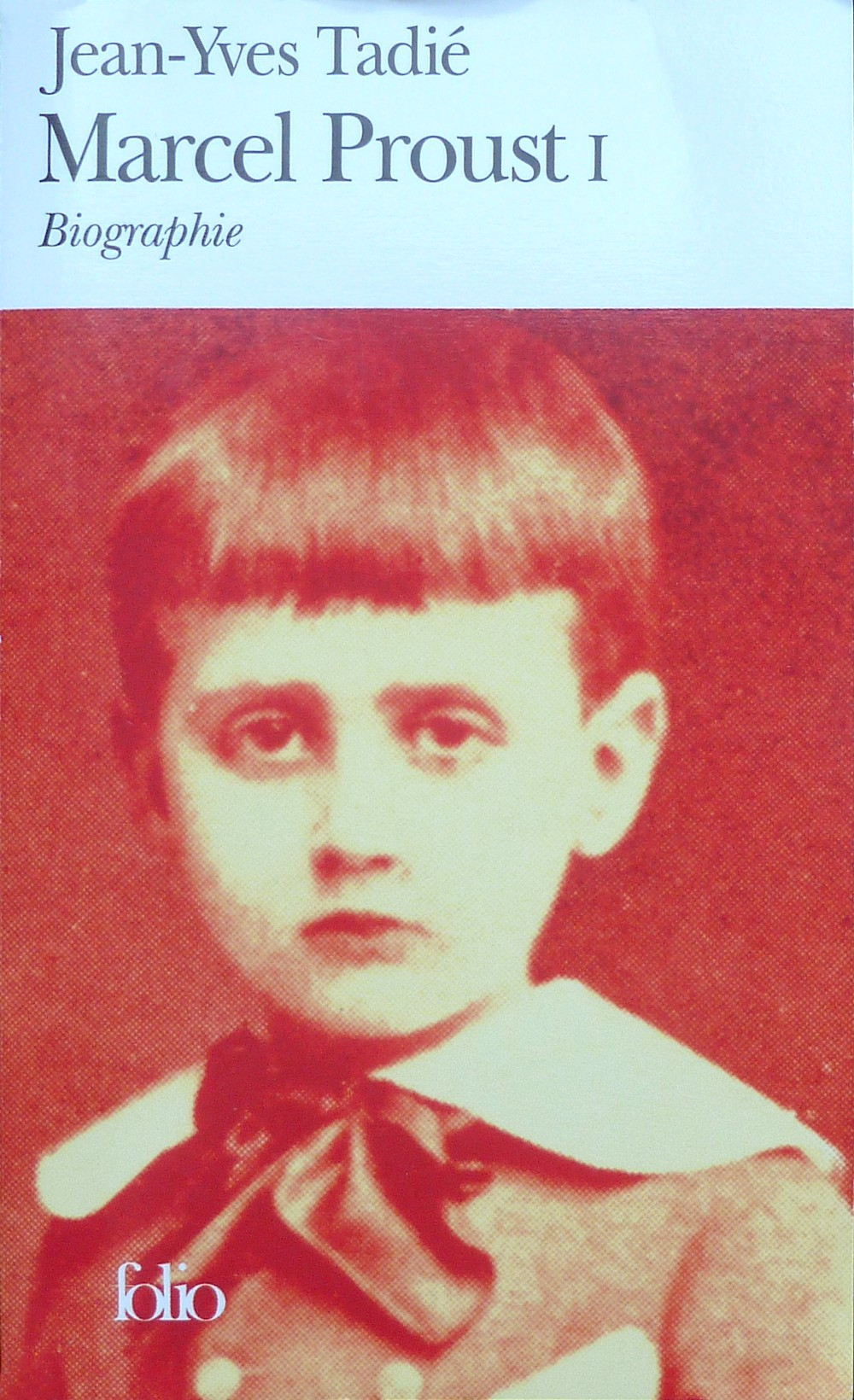

- <19세기 문학계 입문>Introduction à la vie littéraire du XIXe, 보르다, 1971.
- <프루스트 읽기>Lectures de Proust, 콜랭, 1971.
- <프루스트와 소설>Proust et le Roman, 갈리마르, 1971.
- <시적 서술>Le Récit poétique, PUF, 1978 ; 갈리마르, 1994.
- <모험 소설>Le Roman d’aventures, PUF, 1982.
- <프루스트. 관련 자료>Proust, le dossier, 피에르 벨퐁, "아고라 총서, 1983 (일본어, 독일어, 이탈리아어로 번역되었음).
- <20세기 문학비평>La Critique littéraire au XXe, 벨퐁, 1987 (일본어, 포르투갈어, 그리스어, 터키어, 아랍어, 중국어, 페르시아어로 2차례, 한국어로 번역되었음).
  - <20세기 문학비평>, 김정란, 이재형, 윤학로 역, 문예출판사, 문학예술총서1, 1995, ISBN 9788931002614
- <프루스트 연구 I부터 VI까지>Études proustiennes I à VI, 갈리마르, 1973-1988.
- <20세기 소설>Le Roman au XXe, 벨퐁, 1990.
- <예술가의 초상>Portrait de l’artiste, 옥스퍼드 대학교 출판부, 1991.
- <마르셀 프루스트, 생애> Marcel Proust, biographie, 갈리마르, 1996 (누보 세르클 앵테랄리에 상 1996)(영어, 이탈리아어, 우크라이나어, 한국어로도 번역되었음). 폴리오 총서로 2권으로 나뉘어 출간되었음 (n°3213 - 3214), 1999 ISBN 978-2070408870 및 ISBN 978-2070409808.
  - <프루스트 1>, 하태환 역, 책세상, 위대한 작가들 총서 8, 2000, ISBN 9788970131696
  - <프루스트 2>, 하태환 역, 책세상, 위대한 작가들 총서 8, 2000, ISBN 9788970131702
- <기억의 지각>Le Sens de la mémoire (마르크 타디에와 공저), 갈리마르, 1999.
- <프루스트. 시간의 대성당>Proust, la cathédrale du temps, 갈리마르, 데쿠베르트 갈리마르 / 문학 총서 381, 1999, (2001년 타이완에서 중국어로 번역되었음).
- <눈뜨고 보아라, 보아라!>Regarde de tous tes yeux, regarde ! 갈리마르, 2005.
- <프루스트부터 뒤마까지>De Proust à Dumas, 갈리마르, 2006.
- 《음악의 꿈, 클로드 드뷔시Le songe musical, Claude Debussy》. L’un et l’autre (프랑스어). 파리: 갈리마르. 2008. 234쪽. ISBN 978-2-07-078684-8.
- <미지의 호수. 프루스트와 프로이트 사이>Le Lac inconnu. Entre Proust et Freud, 갈리마르, 2012.
- <어제부터 내일의 소설>Le roman d’hier à demain, 블랑슈 세르길리니와 공저. 갈리마르, 2012. ISBN 978-2070137015
- 소피 놀로; 장크리스토프 발로 (2015년 10월 1일). 《오퇴유의 온실 정원에Pour le jardin des serres d’Auteuil》. Hors série Alternatives (프랑스어). 파리: 갈리마르. 97쪽. ISBN 978-2-07-264818-2.
- <마르셀 프루스트. 서사 소묘>Marcel Proust. Croquis d'une épopée, 갈리마르, 블랑슈 총서, 2019

## 비평판
- 마르셀 프루스트, <잃어버린 시간을 찾아서>À la recherche du temps perdu, 갈리마르, 플레이아드 총서, 1987-1989.
- 나탈리 사로트, <전집>Œuvres complètes, 갈리마르, 플레이아드 총서, 1996.

## 에세
- <불문학 : 역동&역사. I>La littérature française : dynamique & histoire. I, 장 이브 타디에, 미셸 들롱, 프랑수아 멜로니오, 베르트랑 마르샬, 자크 누아레, 앙투안 콩파뇽, 갈리마르, 2007, 765 p. ISBN 978-2-07-041885-5
- <불문학 : 역동&역사. II>La littérature française : dynamique & histoire. II, 장 이브 타디에, 미셸 들롱, 프랑수아 멜로니오, 베르트랑 마르샬, 자크 누아레, 앙투안 콩파뇽, 갈리마르, 2007, 929 p. ISBN 978-2-07-041886-2